# Caccobius nigritulus
Caccobius nigritulus là một loài bọ cánh cứng trong họ Bọ hung (Scarabaeidae).